# Princisaria curta
Princisaria curta är en kackerlacksart som beskrevs av Kumar 1975. Princisaria curta ingår i släktet Princisaria och familjen jättekackerlackor. Inga underarter finns listade i Catalogue of Life.